# Cheadle Heath Nomads F.C.
Cheadle Heath Nomads FC là một câu lạc bộ bóng đá có trụ sở tại Cheadle Heath, Stockport, Greater Manchester, Anh. Đội bóng hiện thi đấu tại North West Counties League Division One South và có sân nhà tại Heath.

## Danh hiệu

### Câu lạc bộ Linotype
- Mid-Cheshire League
  - Nhà vô địch các mùa giải 1956–60, 1968–69, 1990–91, 1993–94

### Câu lạc bộ hiện tại
- Cheshire League
  - Nhà vô địch Premier Division mùa giải 2014–15

## Thống kê
- Kỷ lục khán giả đến sân: 1,005 người trong trận đấu giao hữu  với Stockport County, 9 tháng 7 năm 2019[4]
- Thành tích tốt nhất tại FA Vase: Vòng loại thứ hai các mùa giải 2019–20, 2021–22[5]